# Olga Michailowna Tschunakowa
Olga Michailowna Tschunakowa (russisch Ольга Михайловна Чунакова; * 11. Juni 1948 in Aktjubinsk, Kasachische Sozialistische Sowjetrepublik) ist eine  sowjetische bzw. russische Iranistin und Hochschullehrerin.

## Leben
Tschunakowa studierte in Aschchabad 1966–1968 an der Turkmenischen Staatsuniversität in der Fremdsprachen--Fakultät und dann an der Universität Leningrad (LGU) in der Orientalistik-Fakultät. Sie arbeitete 1971–1973 als Übersetzerin in Kabul. Das Studium an der LGU schloss sie 1974 ab.
Es folgte die Aspirantur (1974–1977) bei Anahit Perichanjan in der Leningrader Abteilung des Moskauer Orientalistik-Instituts der Akademie der Wissenschaften der UdSSR (AN-SSSR, seit 1991 Russische Akademie der Wissenschaften (RAN)). Anschließend wurde sie dort wissenschaftliche Mitarbeiterin. Sie erforschte die mythisch-historische Vorgeschichte und die überlieferten Beschreibungen der Regierung des ersten Sassanidenherrschers und verteidigte 1982 ihre Dissertation über Ardaschirs I. Buch des Regierens mit Erfolg für die Promotion zur Kandidatin der historischen Wissenschaften.
Ein weiterer Forschungsschwerpunkt war der Zoroastrismus. Sie verteidigte 1998 ihre Doktor-Dissertation über die zoroastrische Pahlavi-Literatur mit Erfolg für die Promotion zur Doktorin der philologischen Wissenschaften.
Seit 2000 ist Tschunakowa Professorin des Lehrstuhls für Iranische Philologie der Orientalistik-Fakultät der Universität St. Petersburg.   Sie hält Vorlesungen über Theorie und Geschichte der Grammatik des Persischen, des Mittelpersischen und des Altpersischen.
Als Gastwissenschaftlerin war sie 2014 an der Berlin-Brandenburgischen Akademie der Wissenschaften bei Desmond Durkin-Meisterernst, der die Turfan-Forschungsstelle leitete.